# Pierre Clément Répin
Pierre Clément Répin (Jupilles, Sarthe, 25 juillet 1830 - Conlie, 12 octobre 1889) est un médecin et explorateur français.

## Biographie
Interne à l'hospice du Mans (1848), il se distingue à Tours (1849) lors d'une épidémie de choléra, ce qui lui vaut une médaille d'argent. 
Médecin de la Marine, il embarque, après la campagne de Crimée (1854-1858), sur un vapeur, le Dialmath, conçu pour remonter les fleuves africains dans le but de rencontrer Guézo, roi d'Abomey dont Napoléon III veut se faire un allié. 
En compagnie du commandant Vallon et de deux aspirants, il part de Ouidah le 13 octobre 1856 et obtient l'autorisation par Guézo, qui leur envoie trois cents hommes en escorte, de pénétrer dans l'intérieur. Il passe alors à Xavi, Toffoa et Cana et atteint Abomey sans encombre où les voyageurs sont accueillis dans des frasques extraordinaires. 
Mais malgré cette réception, Guézo refuse l'installation d'un poste à Abomey. 
Maire de Conlie (1870-1871), une rue de la ville porte son nom. Il est fait chevalier de la Légion d'honneur le 10 août 1885.

## Travaux
- De la colique nerveuse endémique des pays chauds et en particulier du diagnostic différentiel de cette affection et de la colique de plomb, 1859
- Voyage au Dahomey, Le Tour du Monde, 1863, p. 65-112